# Carlo Bonardi (politico)
Carlo Bonardi (Brescia, 25 gennaio 1877 – Brescia, 14 febbraio 1957) è stato un avvocato, politico e saggista italiano, deputato alla Camera dal 1919 al 1929 e senatore del Regno dal 1929 fino al 1945.

## Biografia
Appartenente alla famiglia dei Bonardi di Iseo, intrisa di elementi risorgimentali, fu figlio dell'onorevole Massimo e fratello di Italo.
Nel 1899 si laureò in Giurisprudenza presso l'Università di Roma. Operò come avvocato presso il Tribunale di Brescia e, seguendo le orme paterne, entrò nel circolo liberale progressista cittadino, facente capo a Zanardelli e in seguito a Massimini.
Entrò per la prima volta nel consiglio comunale bresciano nel 1902. Nel 1909 fu eletto Presidente della federazione bresciana dell'Unione Magistrale e divenne consulente legale della Camera del Lavoro.
In occasione delle politiche del 1913 fu il candidato dei liberali progressisti nel collegio elettorale di Iseo, ma fu sconfitto dal moderato Giuliano Corniani.
All'ingresso dell'Italia nella prima guerra mondiale, Bonardi si arruolò volontario raggiungendo il grado di Capitano; fece anche parte del Tribunale di guerra. Al termine del conflitto contribuì a fondare la sezione combattenti bresciana.
Alle elezioni del 1919 venne candidato nell'Unione Democratica Bresciana, il partito organizzato dai liberali progressisti zanardelliani per partecipare al nuovo sistema elettorale proporzionale. Fu l'unico della lista ad essere eletto deputato; entrato quindi nella XXV Legislatura, fu nominato alla commissione parlamentare per l'ordinamento dell'esercito. 
Nel gennaio 1921, all'Unione aderirono i liberali moderati bresciani e si trasformò in Unione Liberale Democratica Bresciana che nella nuova tornata elettorale si associò ai fascisti bresciani. Questi ultimi erano guidati da Augusto Turati, che in precedenza aveva lavorato ne La Provincia di Brescia, organo di stampa dei liberali zanardelliani. Anche in quell'occasione, Bonardi ottenne un seggio in parlamento. In seguito appartenne alla Commissione per le pensioni e le polizze di guerra e a quella per l'esercito e la marina; per quest'ultima nel 1922 divenne presidente. Dopo la marcia su Roma, ottenne la carica di sottosegretario al Ministero della Guerra nel Governo Mussolini.
Il 1º luglio 1923 si iscrisse al Partito Nazionale Fascista, una scelta osteggiata da alcuni fascisti bresciani che vedevano in Bonardi un retaggio del passato. Alle elezioni del 1924 entrò nella Lista Nazionale e venne eletto assieme a Girolamo Orefici, un altro zanardelliano che si era avvicinato al fascismo. I due furono investiti dall'Unione per trattare con i fascisti sulle nuove elezioni locali. Dopo l'omicidio dell'onorevole Giacomo Matteotti, le trattative vennero sospese, mentre il quotidiano La Provincia si staccò progressivamente dal fascismo e venne chiuso all'inizio del 1926. I due deputati mantennero la loro carica sostenendo il governo Mussolini, le leggi fascistissime e l'introduzione del sistema podestarile nelle amministrazioni comunali.
Sotto il regime fascista, Bonardi ricoprì numerose posizioni all'interno di diverse organizzazioni: nel 1925 divenne Presidente della Federazione nazionale funzionari del Demanio e della Fondazione Tirandi di Brescia, mentre nel 1926 divenne Presidente della Cassa Nazionale Infortuni. Nel 1927 presiedette il CAI di Brescia e divenne consigliere nazionale, mentre nel 1928 fu eletto vicepresidente del Touring Club Italiano. Nel 1929 divenne Presidente del Consorzio provinciale dell'istruzione tecnica e del Rotary Club bresciano.
Al termine della XXVII Legislatura, nel gennaio 1929, fu nominato Senatore. Assunse la carica di segretario della Presidenza della camera vitalizia dal 30 aprile 1934 al 2 marzo 1939.
Negli anni trenta ottenne nuovi incarichi:
- nel 1930 divenne presidente della Regia Commissione degli avvocati di Brescia;
- dal 1932 al 1945 fu presidente del Comitato bresciano per la storia del Risorgimento;
- dal 1933 al 1938 ricoprì l'incarico di Presidente dell'Istituto fascista di cultura;
- nel 1934 divenne segretario del Sindacato avvocati e procuratori di Brescia;
- dal 10 gennaio 1934 al dicembre 1943 fu commissario della Cassa depositi e prestiti;
- nel 1935 divenne presidente del Touring Club;
- nel 1937 presiedette il Consiglio d'amministrazione del Consorzio Provinciale per l'Istruzione Tecnica;
- nel 1939 entrò nel consiglio d'amministrazione dell'EIAR.

Socio dell'Ateneo di Brescia, come il padre, ne divenne presidente dal 1941 al 1944. Ritornò a presiederlo nel secondo dopoguerra, dal 1952 fino alla morte.
Mantenne la carica di Senatore fino al 30 agosto 1945, quando fu considerato decaduto dall'Alta corte di giustizia per le sanzioni contro il fascismo a causa delle sue responsabilità a favore del regime.
Morì a Brescia il 14 febbraio 1957. Una parte del suo patrimonio ereditario fu destinata all'organizzazione da parte dell'Ateneo di Brescia dei premi biennali "Carlo Bonardi", mentre una parte del suo archivio personale è conservata nel Museo dell'industria e del lavoro di Brescia.

## Opere
- "Discorso inaugurale della lapide a Giuseppe Zanardelli in Iseo pronunciato dall'avvocato Carlo Bonardi il 6 giugno 1909", Brescia, Tipografia Lenghi, 1909.
- "Il cinquantenario d'Italia e il Natale di Roma", Brescia, Tipo-lito bresciana, 1911.
- "Ai martiri dell'insurrezione del 1849", Brescia, Lenghi, 1910.
- "Il problema della burocrazia", Brescia, Apollonio, 1921.
- "Abate Antonio Bianchi, 1828-1928", Brescia, Tipografia figli di Maria, 1928.
- "Il problema della montagna", Brescia, Apollonio, 1930.
- "Realtà e speranze dell'aeronautica italiana", Roma, Senato del Regno, 1930.
- "Carnevali comm. Fortunato", Breno, Tipografia Camuna, 1931.
- "Carlo Bonardi dei Mille" in "Miscellanea di studi su Brescia nel Risorgimento per il XXI Congresso della Società Nazionale per la Storia del Risorgimento italiano", Brescia, Ditta Apollonio, 1933.
- "Garibaldi a Brescia" in "Tipografia Orfani", 1933.
- "Un proclama di Vincenzo Gioberti ai bresciani", Milano, Officina Grafica Lombarda, 1933.
- "Ordinamento, regolamento e programma delle scuole serali e festive dei dipendenti del Consorzio provinciale obbligatorio per l'Istruzione tecnica a Brescia", Brescia, Tipografia Orfani, 1934.
- "Problemi della strada e della montagna", Roma, Senato del Regno, 1935.
- "Il turismo", Roma, Senato del Regno, 1936.
- "Problemi delle strade e delle acque", Roma, Senato del Regno, 1936.
- "Sulla circolazione stradale", Roma, Senato del Regno, 1936.
- "Il turismo fascista", Roma, Senato del Regno, 1937.
- "La milizia nazionale forestale", Roma, Senato del Regno, 1937.
- "La nuova procedura civile e le professioni legali", Roma, Senato del Regno, 1937.
- "Per le nostre miniere", roma, Senato del Regno, 1938.
- "Per la montagna d'Italia", Roma, Senato del Regno, 1940.
- "Albertano giudice" in "Terra nostra", 1953.
- "Francesco Cuzzetti" in "Dal Tonale al Sebino", gennaio-febbraio 1952.
- "Nel cinquantesimo anno dalla morte di Giuseppe Zanardelli", Brescia, Tipo-lito Geroldi, 1954.
- "Angelo Zanetti", Brescia, Tipografia Geroldi, 1955.